# 千種町 (名古屋市)
千種町（ちくさちょう）は、愛知県名古屋市千種区の町名。現在、5つの小字が設置されている。

## 地理
現在の千種区西部および東区南東部、中区東部に相当する旧愛知郡千種町域に由来する町名である。現存する町域は、振甫町・高見一丁目・若水三丁目に囲まれた字茂左裏の1区画の他は、道路や鉄道（中央本線）敷地部分に点在する。

### 字一覧
千種町とその前身である千種村の小字は以下の通り。消滅した字については背景色    で示す。
| 字                           | 字                   |
| ---------------------------- | -------------------- |
| 赤塚（あかつか）             | 赤萩（あかはぎ）     |
| 愛宕前（あたごまえ）         | 池下（いけした）     |
| 池ノ内（いけのうち）         | 一ノ神（いちのかみ） |
| 今池新田（いまいけしんでん） | 内山（うちやま）     |
| 馬走（うまはしり）           | 大久手（おおくて）   |
| 瓦前（かわらまえ）           | 北裏（きたうら）     |
| 北畑（きたはた）             | 狐塚（きつねつか）   |
| 九反田（くたんだ）           | 車田（くるまでん）   |
| 弦月（げんげつ）             | 五反田（ごたんだ）   |
| 下古井（しもこい）           | 松軒（しょうけん）   |
| 振甫（しんぽ）               | 高見（たかみ）       |
| 棚田（たなた）               | 塚越（つかごし）     |
| 出口（でぐち）               | 殿里公（とのりこ）   |
| 仲田（なかだ）               | 中道（なかみち）     |
| 西裏（にしうら）             | 西境（にしさかえ）   |
| 西塚（にしつか）             | 野代田（のしろだ）   |
| 野輪（のわ）                 | 吹上（ふきあげ）     |
| 豊前（ぶぜん）               | 堀ノ前（ほりのまえ） |
| 丸田（まるた）               | 南畑（みなみはた）   |
| 茂左裏（もさうら）           | 茂左西（もざにし）   |
| 元古井（もとごい）           | 山花（やまのはな）   |
| 葭池（よしいけ）             |                      |

## 歴史

### 沿革
- 1876年（明治9年） - 愛知郡古井村および名古屋新田・名古屋村東畑・丸山村・鍋屋上野村の各一部が合併し、千種村となる[2]。
- 1878年（明治11年）12月28日 - 一部が名古屋区白山町・下奥田町となる[2]。
- 1889年（明治22年）10月1日 - 町村制に基づく愛知郡千種村となる。同時に一部が分離・合併し同郡鍋屋上野村大字千種（後の北千種町。詳細は北千種を参照）となる[2]。
- 1902年（明治35年）2月12日 - 町制施行に伴い、千種町となる[2]。
- 1909年（明治42年）10月1日 - 一部（中央本線以西の一部区域）が名古屋市中区へ編入され、同区千早町・老松町・西境町・養老町・宮前町・西塚町・塚越町・東陽町が成立[3]。
- 1912年（大正元年）8月 - 千種町字豊前において、愛知県内初めてとなる人造研磨砥石製造工場のナショナル製砥所が操業を開始する[4]。
- 1921年（大正10年）8月22日 - 名古屋市東区へ編入し、同区千種町となる[2]。
- 1931年（昭和6年）
  - 4月1日 - 一部が花田町となる[2]。
  - 8月1日 - 一部が高松町となる[5]。
  - 10月1日 - 一部が赤萩町となる[6]。
- 1932年（昭和7年）12月10日 - 一部が中区へ編入され、同区千種町が成立（現昭和区域）[7]。
- 1933年（昭和8年）
  - 8月15日 - 東区千種町の一部が同区振甫町・若水町となる[8][9]。
  - 9月20日 - 中区千種町の全域が同区小坂町・車田町・広瀬町・曙町・阿由知通となり廃止[7]。
- 1934年（昭和9年）1月1日 - 一部を振甫町へ編入[8]。
- 1935年（昭和10年）
  - 5月1日 - 一部が石神本町となる[10]。
  - 6月1日 - 一部が松軒町・弦月町となる[10][9]。
  - 11月5日 - 一部が中道町・今池町・千種通・大久手町・小松町・青柳町・春岡通・覚王山通・池下町・仲田本通・若竹町・内山町・都通・神田町・豊年町・坂下町となる[2][5][8][9][11]。
- 1936年（昭和11年）
  - 3月1日 - 一部を覚王山通・内山町へ編入[8][9]。
  - 5月1日 - 一部が高見町となり[8]、一部を今池町・中道町・千種通・内山町へ編入[2][5][9]。
  - 5月15日 - 一部を高見町へ編入[8]。
  - 11月1日 - 一部が吹上本町・千種本町・西裏町となる[2][5][6]。
- 1937年（昭和12年）
  - 2月11日 - 一部が千石町となる[5]。
  - 10月1日 - 行政区変更に伴い、大部分が千種区所属となり、一部が中区所属となる[2][3]。
- 1938年（昭和13年）
  - 3月1日 - 東区千種町の一部が同区豊前町となる[10]。
  - 6月1日 - 千種区千種町の一部が同区宮西町・元古井町となる[5]。
- 1940年（昭和15年）
  - 4月15日 - 千種区千種町の一部が同区古井ノ坂町・棚田町となる[5]。
  - 5月1日 - 東区千種町の残部が同区池内本町となり廃止[10]。
- 1942年（昭和17年）2月1日 - 中区千種町の一部を同区菊里町へ編入[12]。千種区千種町・中区千種町の各一部が中区千郷町となる[3]。
- 1944年（昭和19年）2月11日 - 千種区千種町の一部が栄区へ編入され、同区千種町が成立[3]。
- 1945年（昭和20年）11月3日 - 栄区の合区に伴い、栄区千種町を中区千種町へ統合[3]。
- 1977年（昭和52年）10月23日 - 中区千種町の全域が同区新栄三丁目となり廃止[3]。千種区千種町の一部が同区新栄三丁目となる[9]。
- 1979年（昭和54年）5月5日 - 一部が吹上一〜二丁目・千種一〜三丁目・今池一〜三丁目となる[2][5]。
- 1980年（昭和55年）11月23日 - 一部が今池四〜五丁目・春岡一丁目・高見一〜二丁目・仲田一〜二丁目・内山一〜三丁目・松軒二丁目・若水一〜三丁目・北千種一丁目・向陽一丁目となり、一部を今池一〜二丁目・新栄三丁目へ編入[5][8][9][13]。
- 1981年（昭和56年）9月13日 - 一部が葵三丁目・筒井三丁目（いずれも道路部分のみ）となる[9]。
- 1984年（昭和59年）5月5日 - 一部が今池南となり、一部を今池五丁目・春岡一丁目へ編入[5][8]。

## 学区
市立小・中学校に通う場合、学校等は以下の通りとなる。また、公立高等学校に通う場合の学区は以下の通りとなる。
| 字     | 小学校               | 中学校               | 高等学校 |
| ------ | -------------------- | -------------------- | -------- |
| 赤塚   | 名古屋市立千種小学校 | 名古屋市立今池中学校 | 尾張学区 |
| 茂左裏 | 名古屋市立高見小学校 | 名古屋市立若水中学校 | 尾張学区 |